# Rebecca Beke
Rebecca Beke (Congo Belga, 28 de enero de 1945 – Caracas, 4 de enero de 2016) fue una catedrática venezolana. Se desempeñó como profesora de Inglés en la Universidad Central de Venezuela (UCV) y coordinó el área de Lingüística en la Comisión de Postgrado de la facultad de Humanidades y Educación de la UCV. Su investigación se centró en la escritura y lectura en inglés y en español y en el discurso académico. Miembro fundadora de la Cátedra Unesco para el Desarrollo de la Lectura y la Escritura, sub-sede UCV y Coordinadora del Doctorado en Estudios del Discurso UCV.

## Carrera
Rebecca Beke obtuvo su licenciatura en Humanidades con especialización en Alemán y Español en la New York University, Estados Unidos en 1966. Seguidamente cursó estudios de Maestría en Humanidades, especializándose en Alemán, concluyendo sus estudios en junio de 1968. En el año 2002 paralelamente a la docencia comienza estudios en el Postgrado de la Facultad de Humanidades y Educación de la Universidad Central de Venezuela, egresando del Doctorado en Estudios del Discurso en el año 2008.

## Publicaciones
Rebecca Cohen de Beke fue autora de varias publicaciones y coautora junto a otras investigadoras. También escribió artículos para capítulos de libros y revistas periódicas.
- Rebecca Cohen de Beke, Elba Bruno de Castelli y Estefanía Ajó (en prensa).Lectura y escritura en el ámbito académico. Manual teórico-práctico. [Versión preliminar 2012]. Caracas: Universidad Central de Venezuela-Comisión de postgrado FHE.
- Rebecca Beke y Adriana Bolívar (Compiladoras). Lectura y escritura para la investigación. Colección Monográfica del sello editorial del CDCH[3] Universidad Central de Venezuela. Caracas. 2011.Rebecca Beke.
- Las voces de los otros en el discurso académico de los investigadores de la educación. Colección Monografías. Comisión de Postgrado, Facultad de Humanidades y Educación, Universidad Central de Venezuela. Caracas: Ediciones Chirymek,C.A.2011.
- Rebecca Beke. Introducción a la lectura en inglés. (2ª edición) Cuadernos de Postgrado. Facultad de Humanidades y Educación, UCV. Caracas, Venezuela. 2003.
- Rebecca Beke. Introducción a la lectura en inglés. Cuadernos de Postgrado. Facultad de Humanidades y Educación, UCV. Caracas, Venezuela. 2002.
- Elba Bruno de Castelli y Rebecca Cohen de Beke. ECOLE: Entrenamiento en estrategias de comprensión de lectura. Gráficas Tao: Caracas, Venezuela. 1996.
- Rebecca Cohen de Beke y Patricia Cantuarias. Introducción a la lectura en inglés. Imprenta universitaria. Caracas, Venezuela 1991.